# Благодарность Конгресса США
Благодарность Конгресса (англ. Thanks of Congress) — серия официальных резолюций, принятых Конгрессом Соединённых Штатов для выражения официальной благодарности правительства за значительные победы или впечатляющие действия американских военачальников и их войск. Эта практика началась во время Войны за независимость США, а пик пришёлся на Гражданскую войну в США, во время которой Благодарностью Конгресса были совместные резолюции обеих палат Конгресса, которые были опубликованы в уставах в честь офицеров за значительные победы или впечатляющие действия. Аналогичным образом, Конгресс Конфедерации принимал похожие резолюции (англ. Confederate Thanks of Congress), отмечающие выдающиеся заслуги отдельных лиц или воинских частей.

## Ранние года
Во время Войны за независимость официальная благодарность Континентального конгресса часто сопровождалась специально отчеканенной памятной золотой или серебряной медалью. Среди награждённых были Джордж Вашингтон, Горацио Гейтс, Джон Эгер Ховард, Джон Старк, барон фон Штойбен и Генри Ли (см. также Список награждённых Золотой медалью Конгресса).
Среди других награждённых в первые годы существования Соединённых Штатов — все участники битвы при Типпекано (1811), участники Войны 1812 года (Александр Макомб, Оливер Хазард Перри и Джеймс Лоуренс (все в 1814 году), Чарльз Гратио и Эндрю Джексон в 1815 году), Уильям Генри Гаррисон (1818) и Закари Тейлор (1847).

## Гражданская война в США
Во время Гражданской войны в США «Благодарность Конгресса» представляла собой совместную резолюцию Конгресса, публикуемую в сборнике законодательных актов Statutes at Large, в честь офицеров с конца 1861 года по май 1866 года за значительные победы или впечатляющие действия. Всего во время войны в этих актах были названы тридцать офицеров: пятнадцать в армии Союза и пятнадцать во флоте Союза. Два военно-морских офицера были немедленно повышены в звании после получения награды: Джон Л. Уорден из USS Monitor и Уильям Б. Кушинг. Поскольку «Благодарность Конгресса» вручалась только офицерам, также была учреждена Почётная медаль в честь солдат в армии, и к концу войны более 1500 человек получили эту медаль. За время Гражданской войны только один офицер, генерал Улисс С. Грант, получил и «Благодарность Конгресса» и золотую медаль Конгресса.
Первым во время Гражданской войны «Благодарностью Конгресса» были отмечены «отважные и патриотические заслуги покойного бригадного генерала Натаниэля Лайона, а также офицеров и солдат под его командованием в битве при Уилсонс-Крик 10 августа 1861 года». Чаще всех, четыре раза, «Благодарностью Конгресса» удостаивался адмирал Дэвид Диксон Портер.

## Другие
Среди более поздних награждённых были адмирал Джордж Дьюи (1898) и капитан Артур Рострон за командование RMS Carpathia (1912). В 1914 году «Благодарность Конгресса» была вручена трём латиноамериканским дипломатам: Домисиу да Гаме, Ромуло Себастьяну Наону и Эдуардо Суаресу Мухика за их работу на мирной конференции в Ниагара-Фолсе, которая помогла предотвратить войну с Мексикой. В 1915 году «Благодарностью Конгресса» были награждены члены Комиссии по Истмийскому каналу, созданной для наблюдения за строительством Панамского канала в первые годы американского участия. В 1919 году Конгресс поблагодарил генерала армии Джона Дж. Першинга на специальном совместном заседании. В августе 1962 года Конгресс поблагодарил генерала армии Дугласа Макартура на специальном совместном заседании.